# Davi Cortes da Silva
Davi Cortes da Silva, detto Davi (Rio de Janeiro, 19 novembre 1963), è un ex calciatore brasiliano, di ruolo difensore.

## Carriera

### Club
Debuttò nel 1984 con il Santos, giocando sei campionati con il club paulista; nel 1995 giocò per il Guarani.

### Nazionale
Con la Nazionale di calcio del Brasile ha giocato durante Los Angeles 1984.

## Palmarès

### Nazionale
- Argento olimpico: 1

Los Angeles 1984